# وايت راسل
وايت راسل (بالإنجليزية: Wyatt Russell)‏ هو ممثل أمريكي، ولد في 10 يوليو 1986 بلوس أنجلوس في الولايات المتحدة.

## أعمال

### أفلام
- (1996) الهروب من لوس أنجلوس[5][6]
- (2011) رعاة البقر والكائنات الفضائية[7][8]
- (2012) هذا هو سن الأربعين[9]
- (2014) 22 شارع جامب
- (2017) الطاولة 19
- (2017) إنغريد تذهب للغرب
- (2018) السيد الأعلي

### مسلسلات
- ذا فالكون اند ذا وينتر سولدير (The Falcon and the Winter Soldier)
- المرآة السوداء

## وصلات خارجية
- وايت راسل على موقع EliteProspects.com (الإنجليزية)
- وايت راسل على موقع HockeyDB.com (الإنجليزية)

- وايت راسل على موقع IMDb (الإنجليزية)
- وايت راسل على موقع روتن توميتوز (الإنجليزية)
- وايت راسل على موقع ألو سيني (الفرنسية)
- وايت راسل على موقع أول موفي (الإنجليزية)
- وايت راسل على موقع قاعدة بيانات الأفلام السويدية (السويدية)
- وايت راسل على موقع قاعدة بيانات الفيلم (الإنجليزية)
- وايت راسل على موقع كينوبويسك (الروسية)